# Sergio Recchiutti
Sergio Osvaldo Recchiutti (né le 16 juin 1964 à La Plata en Argentine) est un footballeur argentin qui évolue au poste d'attaquant.

## Biographie
Sergio Recchiutti termine meilleur buteur de la deuxième division argentine en 1989, inscrivant 24 buts, à égalité avec Toribio Aquino.
Il inscrit un total de 50 buts en deuxième division argentine. Il joue également trois matches en première division.

## Palmarès
Almirante Brown
- Championnat d'Argentine D2 :
  - Meilleur buteur : 1988-89 (24 buts).